# 叶夫根尼·科兹洛夫斯基
叶夫根尼·亚历山德罗维奇·科兹洛夫斯基（俄语：Евгений Александрович Козловский，1929年5月7日—2022年2月20日），苏联和俄罗斯地质学家，曾任苏联地质部部长。第十届、第十一届苏联最高苏维埃代表。

## 生平
1929年5月7日生于白俄罗斯苏维埃社会主义共和国莫吉廖夫地区（现戈梅利州）多夫斯克。1948年毕业于明斯克炮兵学校。1953年毕业于莫斯科地质勘探学院，同年进入远东地质局工作。1955年加入苏联共产党，1965年至1973年，担任俄罗斯苏维埃联邦社会主义共和国地质部技术局局长。1973年至1974年，担任全苏矿物原料和地质勘探工作科学研究所所长。1974年至1975年，担任苏联地质部副部长。1975年12月至1989年6月，担任苏联地质部部长。1976年至1990年，担任苏共中央候补委员。
1973年获技术科学全博士学位。1975年获教授职称。1990年至2009年，担任莫斯科国家地质勘探学院过程优化教研室主任。2022年2月20日在莫斯科去世。葬于特罗耶库罗夫公墓。

## 荣誉
- 四级祖国功勋勋章
- 三级祖国功勋勋章
- 俄罗斯联邦国家奖（1998年、2002年）
- 社会主义劳动英雄
- 列宁勋章
- 劳动红旗勋章
- 荣誉勋章
- 列宁奖（1964年）
- 俄罗斯苏维埃联邦社会主义共和国功勋科技工作者